# Hundestein (Hannover)

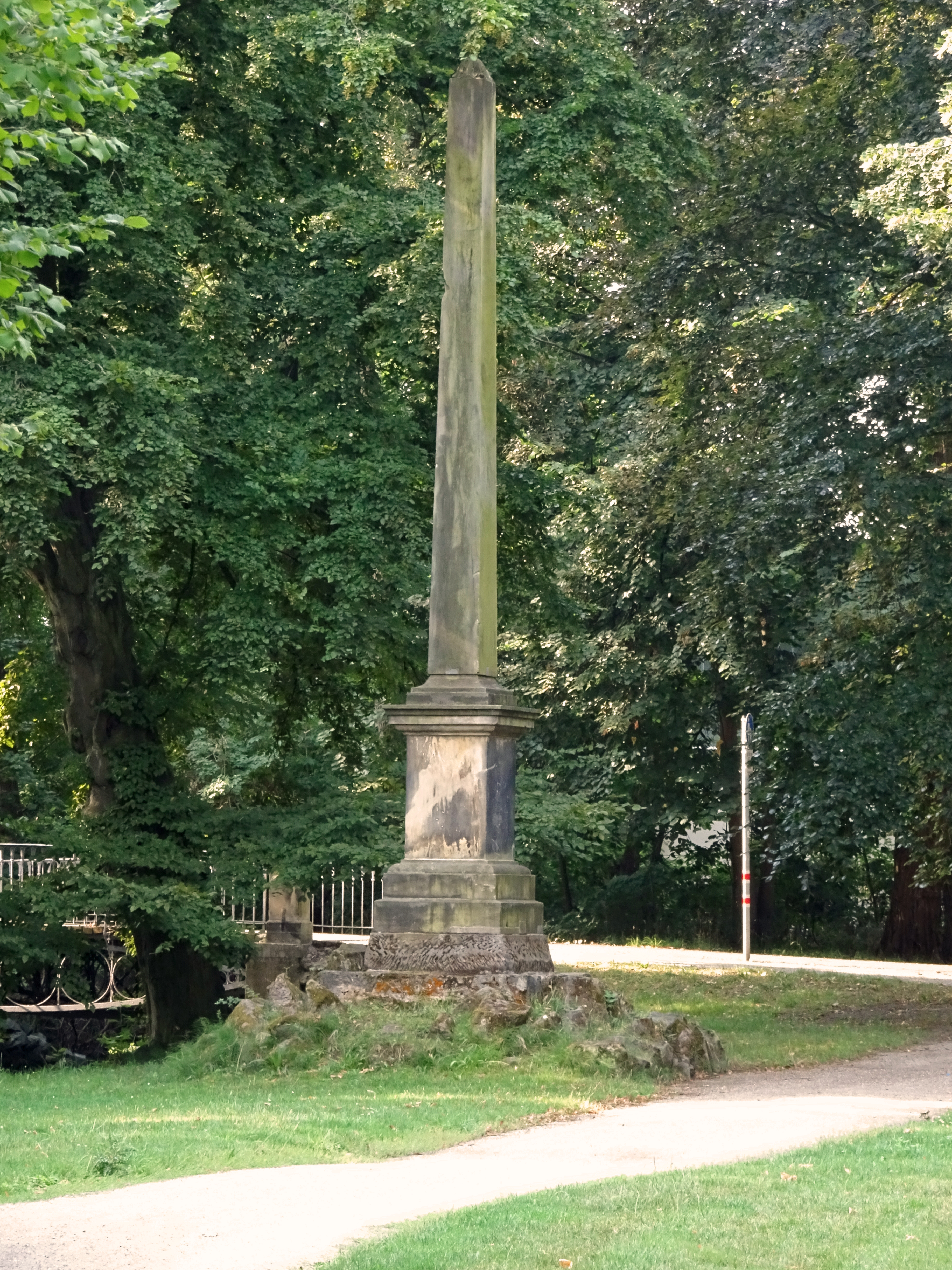
Der Obelisk im Georgengarten südlich des Leibniztempels (2018)

Der Hundestein in Hannover, im Volksmund auch „Hundedenkmal“ genannt, ist ein circa 12 Meter hoher Obelisk im Georgengarten.

## Geschichte
Das 1767 aus Sandstein geschaffene Denkmal fand sich ursprünglich in Wietze im Landkreis Celle, im sogenannten „Stechinellischen Gutspark“, dem Park von Stechinelli in Wieckenberg.
Im Jahr 1777 wurde der Obelisk als „point de vue“, als Blickpunkt im Wallmodengarten aufgestellt. Anstelle des heute anders bebauten Standortes wurde das Denkmal zur Zeit des Königreichs Hannover im Jahr 1833 an das Ufer des Wasserlaufs an seiner heutigen Stelle versetzt.
Eine Ansicht des Hundesteins findet sich beispielsweise als Aquatinta-Gemälde nach Johann Heinrich Ramberg aus der Zeit um 1800 mit dem Titel Blick auf den Obelisk und die Aussichtsterrasse des Wallmodengartens im Besitz des Historischen Museums Hannover.
Noch zur Zeit der Weimarer Republik war der Obelisk durch einen geschwungenen Zierzaun vor Beschädigungen geschützt.

## Hundestein-Sage
Aus der Lage des Hundesteines hatte sich folgende Sage gebildet: Die Prinzessin Sophie Charlotte, die einzige Tochter des Herzogs und späteren Kurfürsten von Braunschweig-Lüneburg Ernst August von Hannover, fiel beim Spiel in den Parkanlagen ins Wasser. Glücklicherweise kam ihr ein Windhund zu Hilfe, ein Geschenk des Zaren Peter der Große. Zur Erinnerung wurde an der Stelle der Rettung der Prinzessin das Denkmal aufgestellt und Hundestein genannt.